# LXDE
LXDE (acrônimo para Lightweight X11 Desktop Environment, ou Ambiente de Área de Trabalho X11 Leve, em tradução livre) é um ambiente de desktop de software livre para Unix e outras plataformas POSIX, como Linux e BSD.
O LXDE foi desenvolvido destinado a computadores antigos ou com limitações de recursos de hardware, bem como para sistemas simplificados como netbooks e outros dispositivos embarcados. LXDE é eficiente no uso de energia e rápido comparado com outros desktops. O ambiente pode ser utilizado em diversas distribuições Linux, como Mandriva, Ubuntu, Debian, Fedora e Arch.

## História e comunidade
O projeto foi iniciado em 2006 pelo desenvolvedor Taiwanês Hong Jen Yee, conhecido também como PCMan, quando ele publicou o PCManFM, um novo gerenciador de arquivos e primeiro módulo do LXDE.

### Portabilidade para Qt
Insatisfeito com o  GTK+ 3, Hong Jen Yee fez experimentos com Qt no começo de 2013, e lançou a primeira versão do PCManFM baseado no framework Qt em 26 de março de 2013.
Em 3 de julho de 2013, Hong Jen Yee anunciou uma completa portabilidade do LXDE para Qt. Em 21 de julho de 2013, os projetos Razor-qt e LXDE anunciaram uma fusão dos dois projetos, concretizada no projeto LXQt. Essa fusão viria a significar a coexistência das aplicações baseadas em GTK+ e em Qt no âmbito do projeto, em primeira instância, não obstante que, eventualmente, as versões GTK+ 2 teriam seu suporte e desenvolvimento cessados.

### Continuidade do projeto
Embora esse movimento tenha, de fato, sido levado a cabo pela equipe original de desenvolvimento do projeto, a comunidade - de maneira independente - segue lançando versões estáveis do ambiente LXDE e de sua suíte de aplicativos. Atividades nos repositórios do projeto apontam que há, ainda, esforços para o desenvolvimento de versões em GTK+ 3 dos componentes do ambiente.

## Metas do projeto
Entre as metas do projeto LXDE estão:
- Um ambiente de desktop que seja rápido e que economize energia.
- Manter o baixo uso de recursos do sistema, como pouca RAM, pouca CPU e pouco espaço no disco rígido.
- Desktop completo
- Suporte a múltiplos idiomas

## Desenvolvimento
LXDE é desenvolvido em C, usando a biblioteca GTK+, e roda em Unix e outras plataformas POSIX, como Linux e BSD. GTK+ é usado comumente em muitas distribuições Linux e permite que aplicações rodem em diferentes plataformas.

### Componentes
Diferente de outros ambientes gráficos, os componentes do LXDE não são fortemente integrados. Podem funcionar de forma independente.
LXDE consiste em vários componentes:
| Componentes                                           | Descrições                                                                            | Notas                                                                             |
| ----------------------------------------------------- | ------------------------------------------------------------------------------------- | --------------------------------------------------------------------------------- |
| PCMan File Manager                                    | Gerenciador de arquivos                                                               |                                                                                   |
| LXInput                                               | Ferramenta de configuração de mouse e teclado                                         |                                                                                   |
| LXLauncher                                            | Lançador de aplicativos                                                               |                                                                                   |
| LXPanel                                               | Painel de desktop                                                                     |                                                                                   |
| LXSession                                             | Gerenciador de sessões                                                                |                                                                                   |
| LXAppearance                                          | Gerenciador de temas GTK+ e Openbox                                                   |                                                                                   |
| GPicView                                              | Visualizador de imagens                                                               |                                                                                   |
| LXMusic                                               | Um frontend para o player de música XMMS2                                             |                                                                                   |
| LXTerminal                                            | Terminal                                                                              | LXTerminal pode ser configurado para ocultar a barra de menu e a barra de rolagem |
| LXTask                                                | Gerenciador de tarefas                                                                |                                                                                   |
| LXRandR                                               | Uma GUI para RandR                                                                    |                                                                                   |
| LXDM                                                  | X display manager                                                                     | Gerenciador de login                                                              |
| LXNM                                                  | Ajudante leve de conexões de rede daemon. Suporta conexão wireless(somente no Linux). | Descontinuado                                                                     |
| Leafpad                                               | Editor de texto                                                                       | Não desenvolvido pelo projeto LXDE                                                |
| Openbox (Fluxbox, IceWM e Xfwm são suportados também) | Gerenciador de janelas                                                                | Não desenvolvido pelo projeto LXDE                                                |
| ObConf                                                | Uma ferramenta GUI para configurar o Openbox                                          | Não desenvolvido pelo projeto LXDE                                                |
| Xarchiver                                             | File archiver                                                                         | Não desenvolvido pelo projeto LXDE                                                |

## Distribuiçõesque incluem LXDE
- Arch Linux[22]
- Debian 5.0 "Lenny"[23]
- Fedora 10 e versões posteriores[24]
- Gentoo Linux[25]
- Greenie Linux: Sistema baseado em Ubuntu com LXDE GNOME[26]
- Hiweed 2.0RC: Derivado de Ubuntu em Chinês[carece de fontes?]
- Knoppix 6.0: Debian based Live-CD featuring LXDE as the default Desktop Environment as of version 6.0[27]
- Linux Mint 8: Versão derivada do Ubuntu[28]
- lxde-sid-lite: Uma versão não oficial de sidux Live-CD com LXDE, instalador de disco rígido e  USB, especial para netbooks como Eee PC[29]
- Mandriva Linux: release version 2009.1 (aliás "Spring") uses LXDE as the default light environment[30]
- Myah OS 3.0 Box edition: LXDE flavor of Myah OS[31]
- openSUSE: A partir da versão 11.3 o LXDE é um dos ambientes disponíveis para instalação[32]
- Parted Magic 3.1, uma ferramenta de partição baseada em LXDE[6]
- PUD GNU/Linux: Ubuntu-based installable Live-CD with LXDE[33]
- Ubuntu começou a incluir LXDE em seus repositórios começando na versão 8.10 "Intrepid Ibex". LXDE pode ser instalado em versões antigas do Ubuntu.[34] Em maio de 2009, eles anunciaram uma versão oficial de Ubuntu com LXDE, chamada Lubuntu[35], que mais tarde, também migrou para LXQt. [36]
- U-lite[37][38]
- VectorLinux Light[39]
- BlankOn Linux 5 (codename: Nanggar) Edição minimalista. A edição regular de BlankOn usa GNOME desde a primeira versão derivada de Ubuntu
- SliTaz Distribuição extremamente leve de apenas 30mb com um amplo repositório

## Galeria

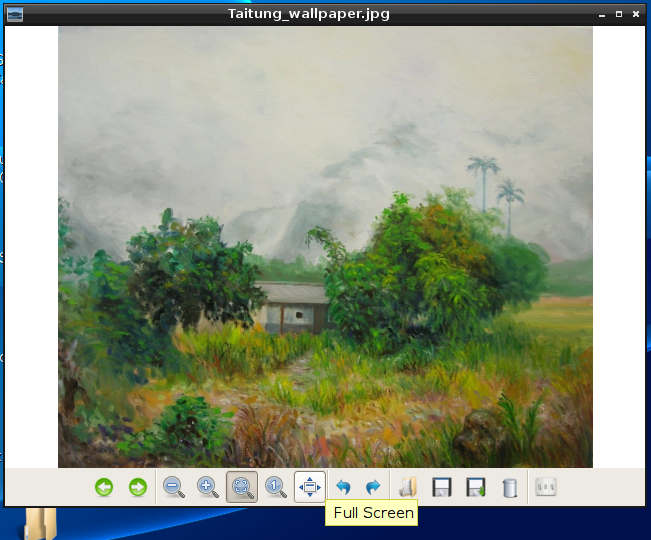
LXDE Picture Viewer
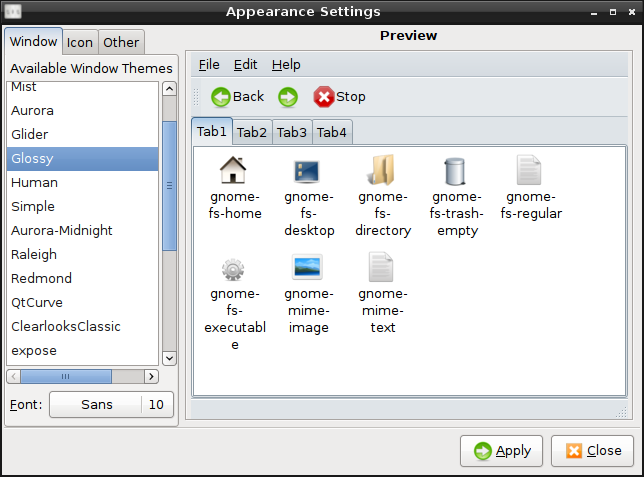
LXappearance
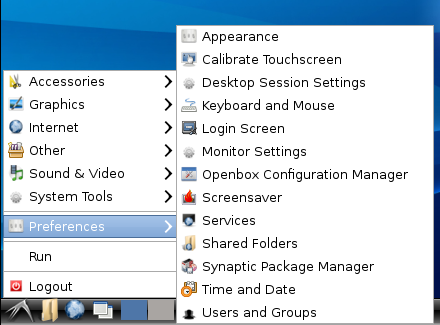
LXpanel
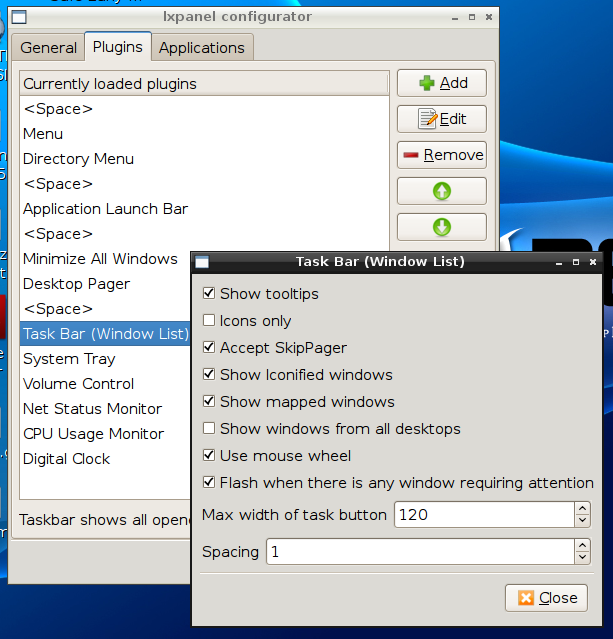
LXpanel Preferences
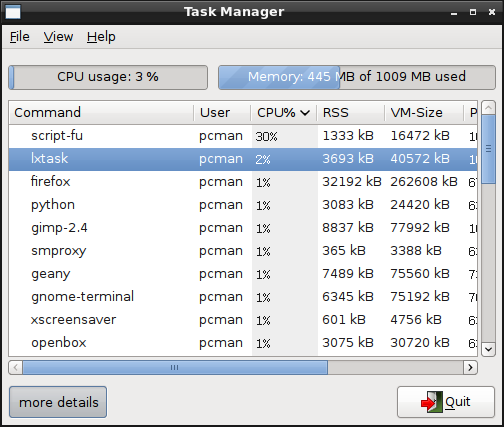
LXtask
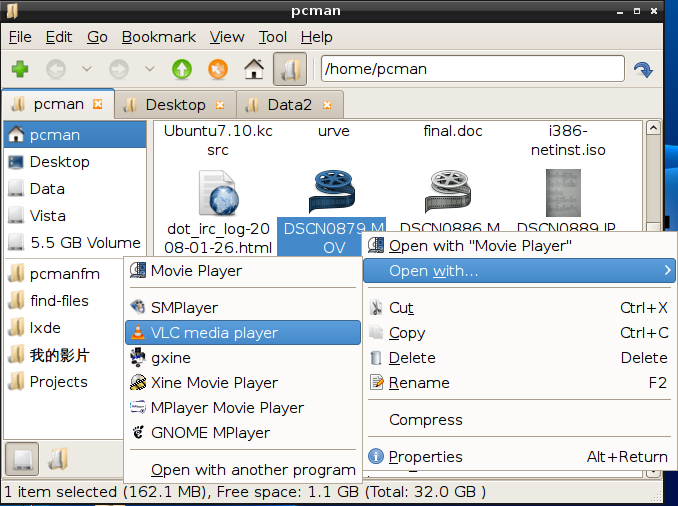
PCManFM
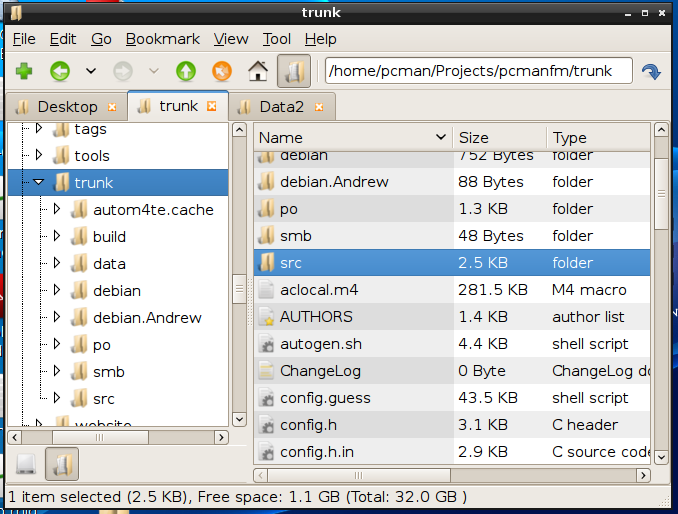
PCManFM
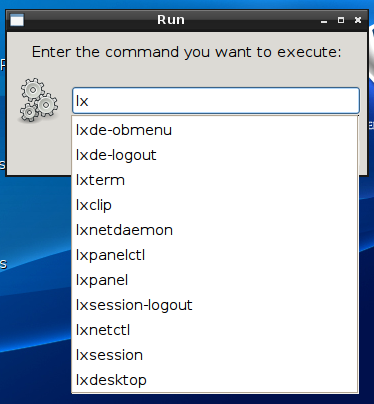
Autocompletion of Panel tasks